# Vemo härad
Vemo härad är ett före detta härad i Åbo och Björneborgs län i Finland.
Ytan (landsareal) var 1675,5 km² 1910; häradet hade 31 december 1908 30.935 invånare med en befolkningstäthet av 18,5 inv/km².

## Landskommuner
De ingående landskommunerna var 1910 som följer:
- Gustafs, finska: Kustavi
- Iniö
- Letala, finska: Laitila
- Lokalaks, finska: Lokalahti
- Nykyrko, finska: Uusikirkko, bytte namn till Kalands kommun 1936
- Nystads landskommun, finska: Uudenkaupungin maalaiskunta
- Pyhämaan Luoto
- Pyhämaan Rohdainen,  (Pyhäranta)
- Tövsala, finska: Taivassalo
- Vemo, finska: Vehmaa
- Velkua

När Virmo härad upplöstes 1955 överfördes Virmo, Karjala, Mietois, Lemo och Villnäs från detta härad till Vemo härad.